# Aloha Jewish Chapel
Aloha Jewish Chapel va ser construïda el 1975 en uns terrenys de la base militar de Pearl Harbor, Honolulu, en l'illa d'Oahu, en les Illes Hawaii. L'edifici va ser dissenyat per Vladimir Ossipoff i fou el primer lloc de culte construït pel govern dels Estats Units exclusivament destinat pel culte jueu. La congregació va estalviar diners i va comprar un nou rotlle de la Torà, que va ser dedicat el dia 26 d'octubre de 2008. Aquest va ser el primer rotlle de la Torà que es va dedicar a l'estat de Hawaii.